# Найзаможніші люди України 2016

## Версія ЖурналуForbes
1 березня 2016 року Forbes опублікувало свій ювілейний 30-ий список найзаможніших людей світу 2016. У цьому році, як і попереднього, до списку потрапило 5 українців.

### Рейтинг Forbes
| №    | Ім'я               | Сфера діяльності                        | Статки у 2016 ($ млн.) | Статки у 2015 ($ млн.) | Основні активи, держпосада протягом року | Зміна у статках |
| 771  | Рінат Ахметов      | металургія, енергетика, диверсифіковано | 2 300                  | 6 700                  | ФПГ СКМ                                  | ▼               |
| 1367 | Ігор Коломойський  | фінанси, диверсифіковано                | 1 300                  | 1 300                  | ФПГ Приват                               | ▬               |
| 1367 | Геннадій Боголюбов | фінанси, диверсифіковано                | 1 300                  | 1 250                  | ФПГ Приват                               | ▲               |
| 1476 | Віктор Пінчук      | металургія, диверсифіковано             | 1 200                  | 1 500                  | ФПГ EastOne                              | ▼               |
| 1694 | Юрій Косюк         | харчпром                                | 1 000                  | 1 100                  | MHP                                      | ▼               |

## Версія ЖурналуForbes Україна[5][6][7]
31 березня 2016 року журнал Forbes Україна опублікував свій шостий рейтинг найзаможніших українців. Цей список став останнім для Forbes Україна, оскільки у березні 2017 року видання закрилося. Сукупні статки першої сотні найбагатших українців склали $20.15 млрд, (минулого року $26.97 млрд).

### Цікаві факти
Деякі висновки що зробив журнал:
- За минулий рік найзначніше зниження вартості активів зафіксовано в Ріната Ахметова – мінус $4,6 млрд. Також значне зменшення вартості активів продемонстрував  Богдан Бахматюк (мінус $459 млн.), Вадим Новінскій (мінус $346 млн.), Костянтин Жеваго (мінус $305 млн.) та Віктор Пінчук (мінус $300 млн.).
- Двоє учасників списку Forbes 2015, Володимир Бойко та Ігор Єремеєв, вибули зі списку у зв'язку з загибеллю. Бойко був почесним президент ММК ім. Ілліча, а Єремеєва був співвласником ФПГ «Континіум».

### Методика оцінювання
«Forbes Україна» оцінював статки найбагатших українців (резидентів з українським громадянством) за даними з відкритих джерел проаналізувавши вартість належних їм активів (підприємств, нерухомості, земельних ділянок, пакетів акцій, предметів розкоші), а також врахувавши M&A-угоди учасників списку завершених до 20 лютого. Вартість публічних компаній розраховується за капіталізацією з урахуванням обмінного курсу на 20 лютого 2016 року. Непублічні компанії оцінювалися порівняльним методом із використанням компаній-аналогів, акції яких торгуються на фондових ринках Східної Європи та СНД (із поправкою на ризики країни). При розрахунку вартості непублічних компаній використовується інформація про їхній виторг, обсяг виробництва, прибуток, борги. При доборі оціночних мультиплікаторів для непублічних бізнесів було використано дані Bloomberg, Damodaran Online, а також дані інвестиційних компаній АРТА, SP Advisors і Concorde Capital. Нерухомість і земельні ділянки оцінено на основі даних про площі, орендні ставки, ставки капіталізації та вартість угод. Під час оцінювання статку учасників списку також було враховано вартість активів, записаних на членів сім'ї, якщо відомо, що родичі не беруть активної участі в управлінні бізнесом. Якщо ж родичі управляють бізнесом на партнерських умовах, у рейтингу відтворено загальну суму їхніх статків.

### Рейтинг 100 найзаможніших українців
| №   | Ім'я                               | Сфера діяльності                  | Статки у 2016 ($ млн.) | Статки у 2015 ($ млн.) | Основні активи, держпосада протягом року | Зміна у статках |
| 1   | Рінат Ахметов                      | металургія, ПЕК                   | 2300                   | 6900                   |                                          | ▼               |
| 2   | Ігор Коломойський                  | фінанси, металургія, ПЕК          | 1300                   | 1400                   |                                          | ▼               |
| 3   | Геннадій Боголюбов                 | фінанси, металургія, ПЕК          | 1300                   | 1300                   |                                          | ▬               |
| 4   | Віктор Пінчук                      | металургія                        | 1200                   | 1500                   |                                          | ▼               |
| 5   | Юрій Косюк                         | АПК                               | 1000                   | 1100                   |                                          | ▼               |
| 6   | Петро Порошенко                    | харчопром, медіа, АПК             | 858                    | 750                    | Президент України                        | ▲               |
| 7   | Олексій Вадатурський               | АПК                               | 840                    | 502                    |                                          | ▲               |
| 8   | Олександр Ярославський             | інвестиції, нерухомість           | 721                    | 774                    |                                          | ▼               |
| 9   | Андрій Веревський                  | АПК                               | 694                    | 672                    |                                          | ▲               |
| 10  | Леонід Черновецький та родина      | інвестиції                        | 680                    | 643                    |                                          | ▲               |
| 11  | Сергій Тігіпко                     | фінанси, машинобудування          | 495                    | 686                    |                                          | ▼               |
| 12  | Вадим Новінскій                    | металургія                        | 444                    | 790                    |                                          | ▼               |
| 13  | Костянтин Жеваго                   | металургія                        | 431                    | 735                    |                                          | ▼               |
| 14  | Євген Черняк                       | виробництво алкоголю              | 298                    | 325                    |                                          | ▼               |
| 15  | Віталій Гайдук                     | інвестиції                        | 263                    | 339                    |                                          | ▼               |
| 16  | Дмитро Фірташ                      | хімія, медіа                      | 251                    | 270                    |                                          | ▼               |
| 17  | Олексій Мартинов                   | інвестиції                        | 196                    | 263                    |                                          | ▼               |
| 18  | Олександр Герега та Галина Герега  | рітейл                            | 173                    | 94+88                  |                                          | ▼               |
| 19  | Геннадій Буткевич                  | рітейл                            | 159                    | 155                    |                                          | ▲               |
| 20  | Євген Єрмаков                      | рітейл                            | 159                    | 155                    |                                          | ▲               |
| 21  | Віктор Карачун                     | рітейл                            | 159                    | 155                    |                                          | ▲               |
| 22  | Федір Шпиг                         | харчопром                         | 158                    | 169                    |                                          | ▼               |
| 23  | Володимир Костельман               | рітейл                            | 152                    | 147                    |                                          | ▲               |
| 24  | Володимир Крупчак                  | паперова промисловість            | 149                    | 167                    |                                          | ▼               |
| 25  | Василь Хмельницький                | нерухомість, інвестиції           | 147                    | 148                    |                                          | ▼               |
| 26  | Наталя Бондарєва                   | виробництво алкоголю              | 141                    | 88                     |                                          | ▲               |
| 27  | Олександр Фельдман                 | нерухомість                       | 140                    | 175                    |                                          | ▼               |
| 28  | Олег Бахматюк                      | АПК                               | 138                    | 597                    |                                          | ▼               |
| 29  | Валерій Хорошковський              | інвестиції                        | 137                    | 147                    |                                          | ▼               |
| 30  | В'ячеслав Богуслаєв                | машинобудування                   | 137                    | 148                    |                                          | ▼               |
| 31  | Віталій Хомутиннік                 | ПЕК, АПК                          | 133                    | новий                  |                                          | новий           |
| 32  | Віталій Антонов                    | ПЕК, харчопром                    | 128                    | 85                     |                                          | ▲               |
| 33  | Олег Мкртчан                       | металургія                        | 127                    | 164                    |                                          | ▼               |
| 34  | Сергій Тарута                      | металургія                        | 126                    | 144                    |                                          | ▼               |
| 35  | Олександр Петров                   | АПК                               | 125                    | 132                    |                                          | ▼               |
| 36  | Антон Пригодський                  | інвестиції                        | 125                    | 166                    |                                          | ▼               |
| 37  | Микола Рудьковський                | ПЕК                               | 124                    | 202                    |                                          | ▼               |
| 38  | Микола Янковський                  | фармацевтика                      | 121                    | 181                    |                                          | ▼               |
| 39  | Ігор Гуменюк                       | нерухомість, інвестиції           | 118                    | 248                    |                                          | ▼               |
| 40  | Ігор Дворецький та родина          | фінанси, інвестиції               | 117                    | 128                    |                                          | ▼               |
| 41  | Філя Жебровська                    | фармацевтика                      | 117                    | 90                     |                                          | ▲               |
| 42  | Володимир Загорій та Гліб Загорій  | фармацевтика                      | 112                    | 88                     |                                          | ▲               |
| 43  | Нестор Шуфрич                      | ПЕК                               | 108                    | 219                    |                                          | ▼               |
| 44  | Петро Димінський                   | ПЕК, медіа                        | 103                    | 58                     |                                          | ▲               |
| 45  | Тарас Барщовський                  | АПК, харчопром                    | 101                    | 87                     |                                          | ▲               |
| 46  | Ігор Воронов                       | інвестиції                        | 99                     | 109                    |                                          | ▼               |
| 47  | Євген Сігал та родина              | АПК, харчопром                    | 99                     | 111                    |                                          | ▼               |
| 48  | Микола Злочевський                 | ПЕК                               | 97                     | 178                    |                                          | ▼               |
| 49  | Всеволод Кожемяко                  | АПК                               | 96                     | 81                     |                                          | ▲               |
| 50  | Георгій Скудар                     | машинобудування                   | 94                     | 80                     |                                          | ▲               |
| 51  | Степан Івахів                      | ПЕК                               | 93                     | 58                     |                                          | ▲               |
| 52  | Сергій Лагур                       | ПЕК                               | 93                     | 58                     |                                          | ▲               |
| 53  | Віталій Кличко та Володимир Кличко | спорт                             | 85                     | новий                  |                                          | новий           |
| 54  | Валерій Кіптик                     | рітейл, нерухомість               | 84                     | 77                     |                                          | ▲               |
| 55  | Сергій Буряк та Олександр Буряк    | АПК                               | 82                     | 40+40                  |                                          | ▲               |
| 56  | Станіслав Войтович                 | харчопром                         | 81                     | 63                     |                                          | ▲               |
| 57  | Андрій Здесенко                    | легпром                           | 76                     | новий                  |                                          | новий           |
| 58  | Григорій Суркіс та Ігор Суркіс     | ПЕК                               | 76                     | 40+40                  |                                          | ▼               |
| 59  | Олександр Слободян                 | виробництво алкоголю, харчопром   | 73                     | новий                  |                                          | новий           |
| 60  | Олександр Деркач                   | харчопром                         | 71                     | 85                     |                                          | ▼               |
| 61  | Роман Чигир                        | рітейл                            | 68                     | 66                     |                                          | ▲               |
| 62  | Олег Сотніков                      | рітейл                            | 68                     | 66                     |                                          | ▲               |
| 63  | Вадим Єрмолаєв                     | нерухомість, виробництво алкоголю | 68                     | 49                     |                                          | ▲               |
| 64  | Віктор Іванчик                     | АПК                               | 65                     | 61                     |                                          | ▲               |
| 65  | Владислав Чечьоткін                | рітейл                            | 64                     | новий                  |                                          | новий           |
| 66  | Андрій Іванов                      | нерухомість, інвестиції           | 64                     | 37                     |                                          | ▲               |
| 67  | Віктор Поліщук                     | нерухомість, рітейл               | 63                     | новий                  |                                          | новий           |
| 68  | Михайло Кіперман                   | ПЕК                               | 61                     | 84                     |                                          | ▼               |
| 69  | Руслан Шостак                      | рітейл, нерухомість               | 60                     | 43                     |                                          | ▲               |
| 70  | Геннадій Корбан                    | нерухомість, інвестиції           | 59                     | 55                     |                                          | ▲               |
| 71  | Борис Музальов та родина           | рітейл, нерухомість               | 58                     | 49                     |                                          | ▲               |
| 72  | Андрій Губський                    | фармацевтика                      | 57                     | новий                  |                                          | новий           |
| 73  | Сергій Кролевець                   | АПК                               | 56                     | новий                  |                                          | новий           |
| 74  | Борис Колєсніков                   | харчопром                         | 55                     | 101                    |                                          | ▼               |
| 75  | Рафаель Гороян                     | АПК                               | 55                     | новий                  |                                          | новий           |
| 76  | Валерій Маковецький                | рітейл                            | 51                     | 44                     |                                          | ▲               |
| 77  | Геннадій Виходцев                  | рітейл                            | 51                     | 44                     |                                          | ▲               |
| 78  | Едуард Прутнік                     | АПК, інвестиції                   | 49                     | 42                     |                                          | ▲               |
| 79  | Володимир Школьнік                 | нерухомість                       | 46                     | 41                     |                                          | ▲               |
| 80  | Борис Бєліков                      | АПК                               | 45                     | 41                     |                                          | ▲               |
| 81  | Віталій Вересенко                  | АПК                               | 45                     | 41                     |                                          | ▲               |
| 82  | Ігор Палиця                        | ПЕК, нерухомість                  | 43                     | 51                     |                                          | ▼               |
| 83  | Дмитро Кравченко                   | АПК                               | 42                     | новий                  |                                          | новий           |
| 84  | Роман Лунін                        | рітейл                            | 41                     | 66                     |                                          | ▼               |
| 85  | Сергій Тарасов                     | АПК                               | 40                     | 36                     |                                          | ▲               |
| 86  | Анатолій Юркевич                   | харчопром, рітейл                 | 40                     | 55                     |                                          | ▼               |
| 87  | Олександр Дитятковський            | фармацевтика                      | 38                     | новий                  |                                          | новий           |
| 88  | Олександр Суходольський            | фармацевтика                      | 38                     | новий                  |                                          | новий           |
| 89  | Петро Рудь та родина               | харчопром                         | 38                     | 27                     |                                          | ▲               |
| 90  | Таріел Васадзе                     | автопром, авторітейл              | 37                     | 70                     |                                          | ▼               |
| 91  | Станіслав Роніс                    | рітейл                            | 36                     | 32                     |                                          | ▲               |
| 92  | Віктор Юшковський                  | рітейл, нерухомість               | 31                     | 26                     |                                          | ▲               |
| 93  | Олександр Онищенко                 | ПЕК                               | 29                     | 27                     |                                          | ▲               |
| 94  | Олександр Тисленко                 | будівництво                       | 28                     | 31                     |                                          | ▼               |
| 95  | Олександр Кузьмінський             | харчопром                         | 28                     | 33                     |                                          | ▼               |
| 96  | Валерій Кондрук                    | фармацевтика                      | 28                     | новий                  |                                          | новий           |
| 97  | Олександр Кардаков                 | інформаційні технології           | 27                     | 27                     |                                          | ▬               |
| 98  | Володимир Цой                      | рітейл                            | 27                     | 28                     |                                          | ▼               |
| 99  | Олександр Пилипенко                | будівництво                       | 26                     | 26                     |                                          | ▬               |
| 100 | Леонід Клімов                      | нерухомість                       | 25                     | 89                     |                                          | ▼               |

#### Торішні учасники рейтингу, яких немає в нинішньому списку
| № 2015 | Ім'я                | Сфера діяльності     | $ млн у 2015 | Основні активи, держпосада протягом року | Причина вибуття зі списку  |
| 21     | Володимир Бойко     | металургія           | 214          | почесний президент ММК ім. Ілліча        | смерть                     |
| 39     | Станіслав Березкін  | АПК                  | 139          |                                          | зменшення вартості активів |
| 42     | Віталій Сацький     | інвестиції           | 128          |                                          | зменшення вартості активів |
| 44     | Артур Абдінов       | інвестиції           | 125          |                                          | зменшення вартості активів |
| 69     | Ігор Єремеєв        | харчпром, ПЕК        | 58           | ФПГ Контініум                            | смерть                     |
| 87     | Володимир Приходько | машинобудування      | 39           |                                          | зменшення вартості активів |
| 90     | Ігор Андрєєв        | харчпром, металургія | 35           |                                          | зменшення вартості активів |
| 91     | Павло Климець       | алкоголь             | 34           |                                          | зменшення вартості активів |

## Версія журналу «Фокус»

### Цікаві факти
- Це вже десятий рейтинг журналу Фокус, який було опубліковано у жунралі Фокус №16 (477) від 22 квітня 2016 року. Перший з'явився 2007 року та мав 100 найзаможніших людей пов'язаних з Україною. З самого початку складання списку українських мільйонерів, журнал Фокус включав до нього не лише громадян України, а й іноземців, які володіли значним бізнесом в Україні[8] Деякі з цих іноземців проживають в Україні, а деякі ні.
- Загалом статки 100 найзаможніших українців у рейтингу Фокусу 2016 дорівнювали  $23,8 млрд.

### Методика оцінювання
Оцінювалися тільки видимі активи компаній на підставі офіційних даних, публічної інформації, консультацій з експертами та даних, наданих самими власниками. Не враховувалося особисте майно учасників та активи, що знаходяться в пасивному управлінні, право власності учасника на які чітко не простежується. Пошуком активів та оцінкою цього року займалася редакція журналу Фокус. Оцінка вартості підприємств, включно з фірмами чиї акції торгуються на іноземних фондових біржах, відбувалася станом на 1 січня 2016 року по курсу 26.0 UAH/USD. Вартість активів, оформлених на родичів була включена в обрахунок вартості бізнесу учасників рейтингу, якщо відомо що ці родичі не беруть активної участі у керуванні відповідними компаніями.

### Рейтинг 100 найзаможніших українців
Згідно з журналом Фокус, найзаможнішими громадянами України у 2016 році були
| №   | Ім'я                               | Сфера діяльності | Основні активи, держпосада протягом року     | Статки у 2016 ($ млн.) | Статки у 2015 ($ млн.) | Зміна у статках |
| 1   | Рінат Ахметов                      |                  | ФПГ SCM Group                                | 3100                   | 7 700                  | ▼               |
| 2   | Ігор Коломойський                  |                  | ФПГ «Приват»                                 | 1400                   | 2 000                  | ▼               |
| 3   | Геннадій Боголюбов                 |                  | ФПГ «Приват»                                 | 1400                   | 1 900                  | ▼               |
| 4   | Віктор Пінчук                      |                  | ФПГ East One LLC                             | 1300                   | 1 800                  | ▼               |
| 5   | Юрій Косюк                         |                  | MHP                                          | 769                    | 750                    | ▼               |
| 6   | Олександр Ярославський             |                  | ФПГ DCH                                      | 727                    | 850                    | ▼               |
| 7   | Олексій Вадатурський               |                  | Нібулон                                      | 710                    | 415                    | ▲               |
| 8   | Петро Порошенко                    |                  | Рошен                                        | 679                    | 730                    | ▼               |
| 9   | Дмитро Фірташ                      |                  | ФПГ Group DF                                 | 665                    | 880                    | ▼               |
| 10  | Андрій Веревський                  |                  | Kernel Holding S.A.                          | 642                    | 620                    | ▲               |
| 11  | Леонід Черновецький                |                  | Chernovetskyi Investment Group               | 640                    | 650                    | ▼               |
| 12  | Леонід Юрушев                      |                  | «Ярославів вал»                              | 631                    | 900                    | ▼               |
| 13  | Костянтин Григоришин               |                  | Енергетичний стандарт                        | 563                    | 920                    | ▼               |
| 14  | Сергій Тігіпко                     |                  | ФПГ «ТАС»                                    | 500                    | 670                    | ▼               |
| 15  | Віталій Гайдук                     |                  | ФПГ «Індустріальна група»                    | 480                    | 577                    | ▼               |
| 16  | Олександр Герега та Галина Герега  |                  | Епіцентр К                                   | 457                    | 801                    | ▼               |
| 17  | Вадим Новінскій                    |                  | ГК «Смарт-Холдинг»                           | 448                    | 1 600                  | ▼               |
| 18  | Костянтин Жеваго                   |                  | Ferrexpo                                     | 397                    | 640                    | ▼               |
| 19  | Мохаммад Захур                     |                  | ISTIL Group                                  | 346                    | 500                    | ▼               |
| 20  | В'ячеслав Богуслаєв                |                  | Мотор Січ                                    | 319                    | 437                    | ▼               |
| 21  | Віталій Антонов                    |                  | Універсальна інвестиційна група, Галнафтогаз | 255                    | 315                    | ▼               |
| 22  | Микола Янковський                  |                  | Стиролбіофарм                                | 240                    | 310                    | ▼               |
| 23  | Євген Черняк                       |                  | Global Spirits                               | 230                    | 305                    | ▼               |
| 24  | Володимир Костельман               |                  | Fozzy Group                                  | 202                    | 248                    | ▼               |
| 25  | Олег Бахматюк                      |                  | Ukrlandfarming                               | 200                    | 800                    | ▼               |
| 26  | Василь Хмельницький                |                  | UDP                                          | 168                    | 180                    | ▼               |
| 27  | Григорій Суркіс та Ігор Суркіс     |                  | Прикарпаття- Запоріжжя- та Львівобленерго    | 155                    | 230                    | ▼               |
| 28  | Нестор Шуфрич                      |                  | Нафтогазвидобування                          | 154                    | 205                    | ▼               |
| 29  | Наталя Бондарева                   |                  | ГК «Баядера»                                 | 152                    | 157                    | ▼               |
| 30  | Олексій Мартинов                   |                  | ФПГ «Приват»                                 | 150                    | 220                    | ▼               |
| 31  | Віктор Нусенкіс                    |                  | Донецьксталь                                 | 149                    | 470                    | ▼               |
| 32  | Микола Злочевський                 |                  | Burisma Holdings                             | 148                    | -                      | новий           |
| 33  | Борис Ложкін                       |                  | екс-власник UMH Group                        | 146                    | 275                    | ▼               |
| 34  | Філя Жебровська                    |                  | Фармак                                       | 140                    | 110                    | ▼               |
| 35  | Віктор Поліщук                     |                  | Ельдорадо                                    | 139                    | 89                     | ▼               |
| 36  | Микола Рудьковський                |                  | Нафтогазвидобування                          | 138                    | 215                    | ▼               |
| 37  | Сергій Тарута                      |                  | Індустріальний союз Донбасу                  | 137                    | 211                    | ▼               |
| 38  | Олександр Фельдман                 |                  | АВЕК Холдинг                                 | 135                    | 170                    | ▼               |
| 39  | Борис Колесніков                   |                  | Конті                                        | 135                    | 171                    | ▼               |
| 40  | Володимир Крупчак                  |                  | ККБК                                         | 134                    | 99                     | ▲               |
| 41  | Олег Мкртчан                       |                  | Індустріальний союз Донбасу                  | 133                    | 239                    | ▼               |
| 42  | Віктор Карачун                     |                  | АТБ-Маркет                                   | 132                    | 174                    | ▼               |
| 43  | Геннадій Буткевич                  |                  | АТБ-Маркет                                   | 132                    | 174                    | ▼               |
| 44  | Євген Єрмаков                      |                  | АТБ-Маркет                                   | 132                    | 174                    | ▼               |
| 45  | Ігор Дворецький                    |                  | Індустріалбанк                               | 124                    | 150                    | ▼               |
| 46  | Антон Пригодський                  |                  | екс-власник Лемтрансу                        | 120                    | 200                    | ▼               |
| 47  | Всеволод Кожемяко                  |                  | Агротрейд                                    | 110                    | 106                    | ▼               |
| 48  | Вадим Єрмолаєв                     |                  | Алеф                                         | 102                    | 130                    | ▼               |
| 49  | Олег Сотніков                      |                  | Fozzy Group                                  | 101                    | 124                    | ▼               |
| 50  | Роман Чигир                        |                  | Fozzy Group                                  | 101                    | 124                    | ▼               |
| 51  | Володимир Загорій та Гліб Загорій  |                  | ПрАТ «Дарниця»                               | 96                     | 93                     | ▲               |
| 52  | Томаш Фіала                        |                  | Dragon Capital                               | 92                     | 94                     | ▼               |
| 53  | Олександр Бабаков                  |                  | VS Energy International                      | 91                     | 184                    | ▼               |
| 54  | Михайло Воєводін                   |                  | VS Energy International                      | 91                     | 184                    | новий           |
| 55  | Євгеній Гінер                      |                  | VS Energy International                      | 91                     | 184                    | ▼               |
| 56  | Тарас Барщовський                  |                  | T.B. Fruit                                   | 88                     | 113                    | ▼               |
| 57  | Віталій Хомутинник                 |                  | Кернел Груп                                  | 88                     | -                      | новий           |
| 58  | Степан Івахів                      |                  | ФПГ «Континіум»                              | 85                     | 95                     | ▼               |
| 59  | Сергій Лагур                       |                  | ФПГ «Континіум»                              | 85                     | 95                     | ▼               |
| 60  | Петро Димінський                   |                  | ФПГ «Континіум»                              | 85                     | 95                     | ▼               |
| 61  | Борис Музальов                     |                  | Таврія В                                     | 85                     | 103                    | ▼               |
| 62  | Ігор Воронов                       |                  | VEK Capital Partners                         | 85                     | 106                    | ▼               |
| 63  | Віталій Кличко та Володимир Кличко |                  | K2 Promotinos                                | 80                     | -                      | новий           |
| 64  | Олександр Слободян                 |                  | «Оболонь»                                    | 86                     | -                      | новий           |
| 65  | Віктор Іванчик                     |                  | Астарта-холдинг                              | 76                     | 79                     | ▼               |
| 66  | Євген Сігал                        |                  | Комплекс Агромарс                            | 74                     | 122                    | ▼               |
| 67  | Роман Лунін                        |                  | Рітейл Груп                                  | 74                     | 126                    | ▼               |
| 68  | Сергій Бюряк та Олександр Бюряк    |                  | Сварог Вест Груп                             | 73                     | -                      | новий           |
| 69  | Андрій Іванов                      |                  | UDP                                          | 72                     | 87                     | ▼               |
| 70  | Валерій Кіптик                     |                  | Varus, Eva                                   | 71                     | 65                     | ▲               |
| 71  | Борис Бєліков                      |                  | Ovostar Union                                | 69                     | -                      | новий           |
| 72  | Віталій Вересенко                  |                  | Ovostar Union                                | 69                     | -                      | новий           |
| 73  | Станіслав Войтовив                 |                  | ГК "Терра Фуд"                               | 68                     | -                      | новий           |
| 74  | Владислав Чечьоткін                |                  | Rozetka.ua                                   | 66                     | -                      | новий           |
| 75  | Валерій Кравец                     |                  | АВК                                          | 63                     | -                      | новий           |
| 76  | Володимир Авраменко                |                  | АВК                                          | 60                     | -                      | новий           |
| 77  | Федір Шпиг                         |                  | Молочний альянс, Планета кіно                | 59                     | 85                     | ▼               |
| 78  | Олександр Деркач                   |                  | Молочний альянс                              | 59                     | 85                     | ▼               |
| 79  | Вагіф Алієв                        |                  | Мандарин Плаза                               | 59                     | 97                     | новий           |
| 80  | Андрій Губський                    |                  | Оптіма-фарм                                  | 59                     | -                      | новий           |
| 81  | Олександр Меламуд                  |                  | ТРЦ Dream Town                               | 55                     | 60                     | ▼               |
| 82  | Гарік Корогодський                 |                  | ТРЦ Dream Town                               | 55                     | 60                     | ▼               |
| 83  | Віктор Юшковський                  |                  | Мегамаркет                                   | 55                     | 66                     | ▼               |
| 84  | Михайло Кіперман                   |                  | Буковель, Укрнафта                           | 54                     | 57                     | ▼               |
| 85  | Станіслав Роніс                    |                  | Comfy                                        | 51                     | 90                     | ▼               |
| 86  | Руслан Шостак                      |                  | Varus, Eva                                   | 50                     | -                      | новий           |
| 87  | Олександр Петров                   |                  | Індустріальна молочна компанія               | 48                     | 62                     | ▼               |
| 88  | Едуард Прутнік                     |                  | Namakwa Diamonds                             | 46                     | 48                     | ▼               |
| 89  | Олександр Суходольський            |                  | БаДМ                                         | 43                     | -                      | новий           |
| 90  | Олександр Дитятковський            |                  | БаДМ                                         | 43                     | -                      | новий           |
| 91  | Св'ятослав Нечитайло               |                  | Еко-маркет                                   | 42                     | -                      | новий           |
| 92  | Олександр Кузьминський             |                  | Глобино                                      | 39                     | -                      | новий           |
| 93  | Ігор Гуменюк                       |                  | МОСТ-Сіті, Донбассзнерго                     | 39                     | 69                     | ▼               |
| 94  | Таріел Васадзе                     |                  | УкрАвто                                      | 38                     | 92                     | ▼               |
| 95  | Геннадій Корбан                    |                  | Аксельрод Естейт                             | 37                     | 40                     | новий           |
| 96  | Володимир Школьник                 |                  | Forum Management Group                       | 34                     | -                      | новий           |
| 97  | Валерій Маковецький                |                  | Фокстрот                                     | 34                     | 102                    | ▼               |
| 98  | Геннадій Виходцев                  |                  | Фокстрот                                     | 34                     | 102                    | ▼               |
| 99  | Ігор Ніконов                       |                  | К.А.Н. Девелопмент                           | 30                     | -                      | новий           |
| 100 | Володимир Цой                      |                  | КГ МТІ                                       | 26                     | -                      | новий           |

Примітка: статки станом на 1 січня 2016 року

## Версія журналу Новое время
Це третій список найзаможніших українців журналу Новое время. Список було опубліковано у №40 (121) від 28 жовтня 2016 року. Обрахунок найзаможніших українців аналітиками Dragon Capital втретє публікується журналом Новое время, а не журналом Корреспонтент. Журналісти журналу стверджують, що над списком багатіїв для видання Новое время працювали ті ж самі люди, які раніше відповідали за створення подібного рейтингу в журналі «Короеспондент».

### Цікаві факти
Сумарний статок усіх учасників списку у 2016 році: $20.1 млрд., що на 19% менше ніж торік. З цих $20.1 млрд, топ-10 володіють $11.4 млрд. тобіш майж 57%.

### Методика оцінювання
Рейтинг від Новое время підготовлено журналістами видання. Розрахунки для журналу проводили фінансові фахівці інвестиційної компанії Dragon Capital згідно із затвердженою в ній системою оцінки активів на основі ринкової капіталізації підприємств та методу порівняльних оцінок. Новое время також зв'язується з кожним потенційним кандидатом на потрапляння до рейтингу для уточнення списку його активів.

### Рейтинг 100 найзаможніших українців
Згідно журналу Новое Время та обрахунків інвестиційної компанії Dragon Capital, найзаможнішими громадянами України у 2016 році були: